# Acrocercops unipuncta
Acrocercops unipuncta là một loài bướm đêm thuộc họ Gracillariidae. Nó được tìm thấy ở quần đảo Rennell.